# Pardosa flavipes
Pardosa flavipes este o specie de păianjeni din genul Pardosa, familia Lycosidae, descrisă de Hu în anul 2001. Conform Catalogue of Life specia Pardosa flavipes nu are subspecii cunoscute.